# Bulbophyllum vespertilio
Bulbophyllum vespertilio är en orkidéart som beskrevs av Ferreras och James Edward Cootes. Bulbophyllum vespertilio ingår i släktet Bulbophyllum och familjen orkidéer. Inga underarter finns listade i Catalogue of Life.